# Locomotiva FS D.442
La locomotiva D.442 è stata una locomotiva Diesel con trasmissione idromeccanica per servizi di linea delle Ferrovie dello Stato (FS).
Progettata e costruita autonomamente a scopo sperimentale dall'Ansaldo, dal maggio 1960 fu acquisita dalle FS che la impiegarono nel traino di treni viaggiatori veloci e di massa elevata.
La sperimentazione a cura dell'azienda costruttrice e il successivo servizio regolare evidenziarono i limiti del suo sistema di trasmissione e, con altri elementi desunti dalle contemporanee sperimentazioni e messe in servizio di altri prototipi (principalmente le locomotive dei gruppi FS D.341, D.342 e D.461), permisero di orientare le scelte del Servizio Materiale e Trazione FS verso l'impiego della trasmissione elettrica, che divenne d'uso generale sulle locomotive Diesel per servizi di linea progettate e costruite in seguito (gruppi FS D.343, D.443, D.345 e D.445).  

## Storia
Il primo periodo del secondo dopoguerra vide le FS impegnate nella ricostruzione delle linee e degli impianti devastati dal recente conflitto. Procedeva parallelamente la progettazione di nuovi rotabili di trazione (locomotive) più economici di quelli a vapore. Le maggiori aziende del settore, OM, Fiat, Breda e Ansaldo oltre a dare seguito alle commesse progettavano e realizzavano anche macchine sperimentali in proprio alla ricerca di soluzioni innovative da proporre alle stesse Ferrovie dello Stato. La D.442 fu una macchina sperimentale progettata e costruita dalla Ansaldo nella prospettiva di collocarsi nella fascia alta di rotabili di potenza.
La D.442 venne costruita nel 1957 dotandola di due potenti motori sovralimentati Maybach, con una potenza complessiva di ben 2400 CV, che l'Ansaldo produceva su licenza tedesca. Provata a lungo sulle linee del nord-Italia nel 1960 venne acquisita entrando a far parte del parco delle Ferrovie dello Stato come D.442-4001.
L'innovativa livrea dei D.442 si staccava dagli schemi classici delle FS; era caratterizzata sul frontale da due grossi baffi bianchi che le fruttarono il soprannome di Baffone da parte dei ferrovieri.
Dopo l'esperienza positiva maturata con le D.341 e la valutazione dei sistemi di trasmissione idraulica delle D.342 e D.442 le Ferrovie dello Stato nel 1964 tuttavia commissionarono all'industria privata la costruzione di locomotive multiruolo e allo stesso tempo economiche scegliendo una potenza installata tipo di 1000 CV come limite allo stesso tempo economico ma non troppo basso. L'esperimento di Ansaldo rimase pertanto al solo stato di prototipo.
La locomotiva, dopo il suo accantonamento, rimase per un lungo periodo a Rimini, con qualche speranza di salvezza dalla fiamma ossidrica, ma non fu così e nel 1999 venne demolita.

## Caratteristiche
La caratteristica principale della locomotiva, rimasta unico esemplare, è la trasmissione di tipo idromeccanico Mekydro K 104 U; tale tipo di trasmissione era del tutto inconsueta nel panorama ferroviario italiano ma ben diffusa nelle ferrovie del nord Europa; nello stesso periodo infatti in Germania veniva sviluppata la locomotiva V 200 il cui sviluppo travalicò ampiamente le frontiere diffondendosi in molte reti ferroviarie e che ispirò per molti versi la progettazione del prototipo Ansaldo; non fu così per la D.442 dato che la scelta delle FS fu in favore della trasmissione elettrica, meno complicata meccanicamente e con meno problemi di aggressività dell'armamento. La locomotiva ritirata dal servizio alla fine degli anni settanta e demolita alla fine degli anni novanta fu la più potente diesel italiana: montava due motori Ansaldo-Maybach MD 650 da 880 kW ciascuno. Si trattava di motori con sistema di iniezione a precamera i cui cilindri, in numero di 12 disposti a "V", avevano il diametro di 185 mm e compivano una corsa di 200 mm. Il numero di giri massimo era di 1 500 rpm.

### Riferimenti
1. ↑  Tronconi, p. 8.
2. ↑  Tronconi, pp. 7-13.
3. ↑  Tronconi, pp. 14-15.
4. ↑  FS, Automotrici termiche, tavola III.

### Fonti a stampa
- Servizio Materiale e Trazione, Locomotive D.442, Firenze, Ferrovie dello Stato, 1971.
- Servizio Materiale e Trazione, Automotrici termiche, Firenze, Ferrovie dello Stato, 1971.

### Storiografia e complementi
- Tutto treno, tema 10, L'Ansaldo dal 1853 ad oggi.
- Tutto treno, tema 7, Ferrovie Italiane 1950-1960 1ª parte vapore e Diesel FS anni '50, 2 v.
- Mario Bicchierai, Diesel da treno. Una difficile evoluzione, in Mondo ferroviario & viaggi, vol. 19, n. 208, 2004,  pp. 14-31.
- Italo Briano, Storia delle ferrovie in Italia, Milano, Cavallotti, 1977, volume 2.: La tecnica 2.
- Manlio Diegoli, La trazione a combustione interna, in Ingegneria Ferroviaria, n. 7-8, 1961,  pp. 681-698.
- Angelo Nascimbene e Luca Vanni, FS Trenitalia. Locomotive Diesel, Albignasego, Duegi Editrice, 2002, ISSN 1124-4232 (WC · ACNP).
- Gianni Robert, Le ferrovie nel mondo, Milano, Vallardi, 1964.
- Beppe Tronconi, Breve storia della locomotiva D.442 "Baffone", in Italmodel Ferrovie, n. 230, 1979,  pp. 7-19.
- Giuseppe Vicuna, Organizzazione e tecnica ferroviaria, Roma, Collegio Ingegneri Ferroviari Italiani, 1968.